# 刘玉民
刘玉民（1951年2月—），男，山东济南人，籍贯山东荣成，中国大陆小说家，中国作家协会成员，中国共产党党员。

## 生平
1951年，刘玉民出生在山东省济南市的一个农民家庭。孩提时，刘玉民在荣成市上学。刘玉民父亲早逝，母亲在文化大革命中去世。中学之后，刘玉民在人民公社当交通员。
1970年，刘玉民加入中国人民解放军。
1971年，刘玉民开始发表作品，其作品发表在《济南日报》和《大众日报》。同年，刘玉民在济南军区当战士，一直到1981年。
1982年，刘玉民成了济南市文联的一名编辑，并且一步步爬上济南市作家协会主席、山东省文联副主席、山东文人书画院院长。

## 作品

### 长篇小说
- 《八仙东游记》1985山东文艺出版社
- 《骚动之秋》1990人民文学出版社
- 《羊角号》1996人民文学出版社
- 《过龙兵》2005人民文学出版社

### 散文集
- 《爱你生命的每一天》2010江苏文艺出版社

### 诗歌集
- 《山东竹枝词》2011山东文艺出版社

### 报告文学
- 《东方奇人传》1991人民文学出版社
- 《都市之梦》1993人民文学出版社
- 《沧海横流》2002山东大学出版社
- 《大特区风情录》

### 剧本
- 《刘玉民剧作选（上）呼唤阳光》2001济南出版社
- 《刘玉民剧作选（中）四个女人两台戏》2001济南出版社
- 《刘玉民剧作选（下）黄河之水天上来》2001济南出版社

### 文集
《刘玉民作品全集》十册，2016青苹果数据中心

## 奖项
- 1998年，《骚动之秋》荣获第四届茅盾文学奖。